# 馬德琳主教座堂

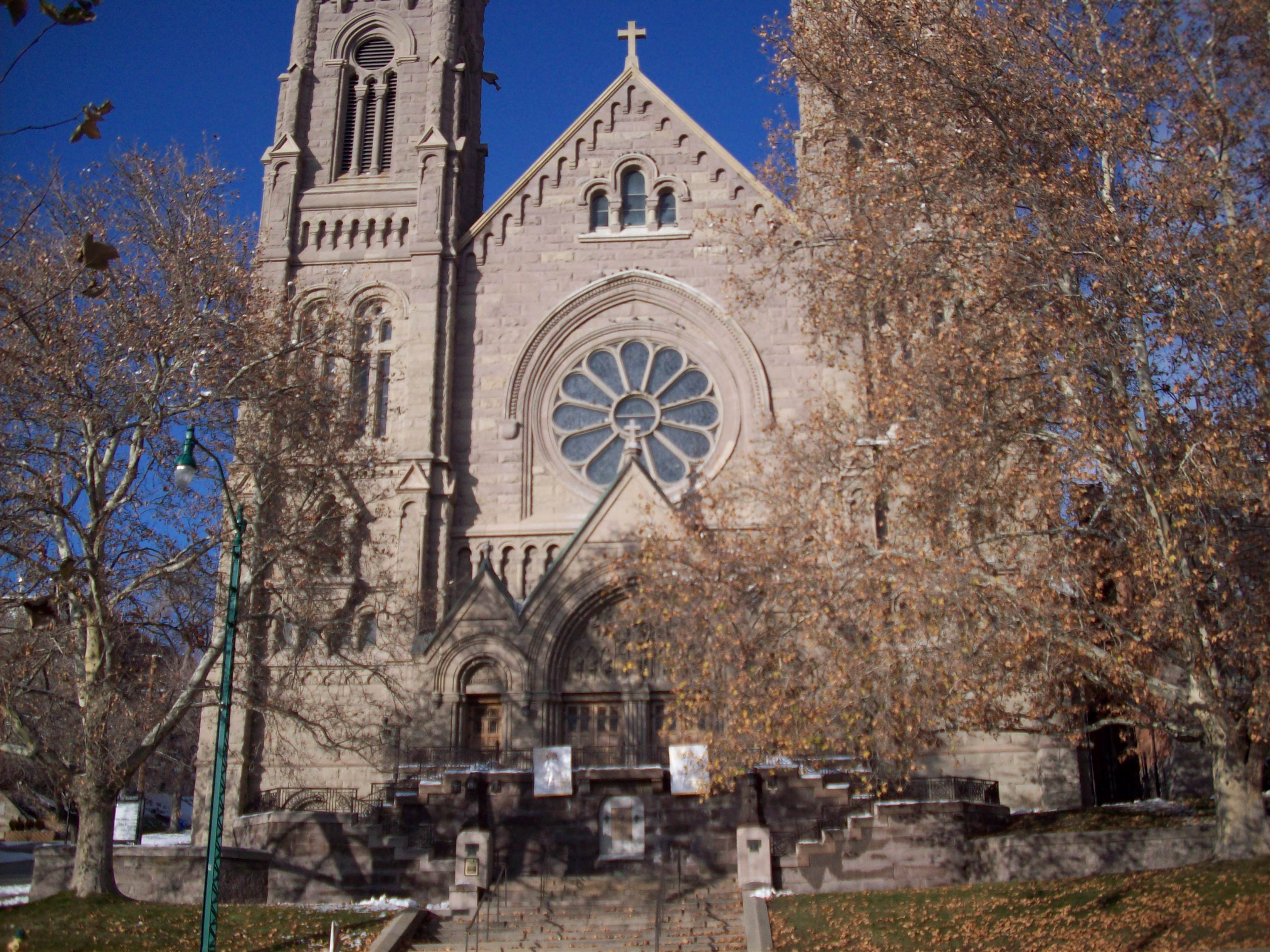
馬德琳主教座堂

馬德琳主教座堂（Cathedral of the Madeleine）是一座位於美國猶他州鹽湖城的羅馬天主教教堂。該教堂竣工於1909年，現為天主教鹽湖城教區主教座堂。1971年，該教堂被列入美國國家史蹟名錄。該教堂也是美國唯一一座以抹大拉的馬利亞命名的主教座堂。

## 外部連結
维基共享资源上的相關多媒體資源：馬德琳主教座堂
- Official Cathedral Site （页面存档备份，存于）
- Diocese of Salt Lake City Official Site （页面存档备份，存于）
- 360° Panorama of the Cathedral of the Madeleine. （页面存档备份，存于）